# Phêrô La Tuyết Cương
Phêrô La Tuyết Cương (tiếng Trung: 羅雪剛, Peter Luo Xue-gang; sinh 1964) là một giám mục người Trung Quốc của Giáo hội Công giáo Rôma. Ông hiện đảm nhận chức vụ giám mục Chánh tòa Giáo phận Tự Phủ.

## Tiểu sử
Giám mục La Tuyết Cương sinh ngày 20 tháng 2 năm 1964 tại Trung Quốc. Sau khoảng thời gian dài tu tập, vượt qua bao nhiêu khó khăn và sức ép từ chính quyền Trung Quốc, cuối cùng thì ngày 30 tháng 11 năm 1991, Phó tế La Tuyết Cương được phong chức linh mục. Tòa Thánh bổ nhiệm linh mục Cương làm Giám mục Phó Giáo phận Tự Phủ. Lễ tấn phong cho vị tân chức diễn ra sau đó vào ngày 30 tháng 11 năm 2011, dịp kỉ niệm 20 năm linh mục của ông. Tân giám mục chọn khẩu hiệu: 耶穌是善牧. Ngày 116 tháng 12 năm 2012, giám mục Chánh tòa Gioan Trần Thích Trung qua đời, ông chính thức kế nhiệm từ đây.